# IC 1573
IC 1573 је спирална галаксија у сазвјежђу Кит која се налази на листи објеката дубоког неба у Индекс каталогу.
Деклинација објекта је - 23° 35' 32" а ректасцензија 0h 42m 10,2s. Привидна величина (магнитуда) објекта IC 1573 износи 16,0 а фотографска магнитуда 16,7. IC 1573 је још познат и под ознакама ESO 474-13, MCG -4-2-36, FGCE 73, PGC 2521.